# Mimosa hamata
Mimosa hamata es una especie de arbusto en la familia de las fabáceas. Es originaria de Asia.

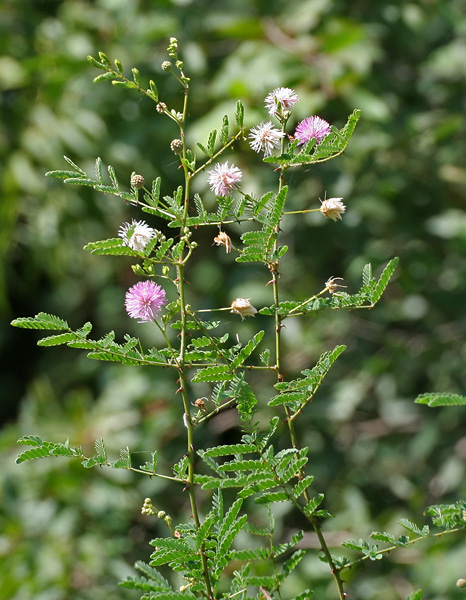
Detalle de la planta

## Descripción
Es un arbusto de tamaño mediano muy ramificado que mide hasta 2 m de altura. Las ramas son peludas y muy espinosas, también con espinas en los entrenudos, de 4-5 mm de largo, en forma  de gancho. Hoja estipular, de 3 mm de largo, pilosas, bipinnadas, raquis 1.2-5.0 cm de largo, a veces espinosas. Pinnas 3-6 pares, de 7-25 mm de largo, foliolos 6-10 pares, más o menos sésiles, de 2-3 mm de largo, y 1-2 mm de ancho, oblongo ovadas, agudas, mucronadas, con pelos en ambos lados, glabras por encima, por debajo pilosas. Flores en cabezuelas globosas, solitarias o en pares en las axilas superiores, con pedúnculo de 1.5-3.5 cm de largo, peludo, cabeza de 10-13 mm de diámetro, con flores de color rosa, tetrámeras, sésiles, bracteadas,  espatuladas, pilosas. Cáliz de 1 mm. Corola con tubo de 3 mm de largo, y lóbulos. 1,5 mm de largo. Estambres 8. Fruto de 5-7.5 cm de largo, de 1,0 cm de ancho planos, falcados, con suturas aterciopeladas y onduladas, espinosos, articulaciones 4-8. Semillas ovadas, aplanadas, de color marrón rojizo.

## Distribución
Se encuentra en el Desierto de Thar en el Subcontinente indio entre la India y Pakistán, distribuidas por el oeste de Pakistán (Sind, Punjab, Baluchistán), e India (Punjab, Madhya Pradesh, Madrás, Bombay).

## Taxonomía
Mimosa hamata fue descrita por Carl Ludwig Willdenow  y publicado en Species Plantarum, ed. 4 [Willdenow] 4(2): 1033. 1806
Etimología
Mimosa: nombre genérico derivado del griego μιμος (mimos), que significa "imitador"
hamata: epíteto latino que significa "con gancho".
Sinonimia
- Mimosa armata Spreng.
- Mimosa hemata Willd.[5]